# Cabrero (kommunhuvudort)
Cabrero är en kommunhuvudort i Spanien.   Den ligger i provinsen Provincia de Cáceres och regionen Extremadura, i den centrala delen av landet, 190 km väster om huvudstaden Madrid. Cabrero ligger 730 meter över havet och antalet invånare är 363.
Terrängen runt Cabrero är kuperad åt sydost, men åt nordväst är den bergig. Runt Cabrero är det ganska glesbefolkat, med 23 invånare per kvadratkilometer. Närmaste större samhälle är Plasencia, 18,9 km sydväst om Cabrero. 